# Pukasjön
Pukasjön är en sjö i Jönköpings kommun i Småland och ingår i Motala ströms huvudavrinningsområde. Sjön är 9,4 meter djup, har en yta på 0,204 kvadratkilometer och befinner sig 281,2 meter över havet. Vid provfiske har abborre, gädda och mört fångats i sjön.

## Delavrinningsområde
Pukasjön ingår i det delavrinningsområde (641465-141594) som SMHI kallar för Mynnar i Motala Ström. Medelhöjden är 290 meter över havet och ytan är 4,48 kvadratkilometer. Det finns inga delavrinningsområden uppströms utan avrinningsområdet är högsta punkten. Vattendraget som avvattnar avrinningsområdet har biflödesordning 2, vilket innebär att vattnet flödar genom totalt 2 vattendrag innan det når havet efter 244 kilometer. Delavrinningsområdet består mestadels av skog (89 procent). Avrinningsområdet har 0,21 kvadratkilometer vattenytor vilket ger avrinningsområdet en sjöprocent på 4,6 procent.